# Plabutscher Schlössl

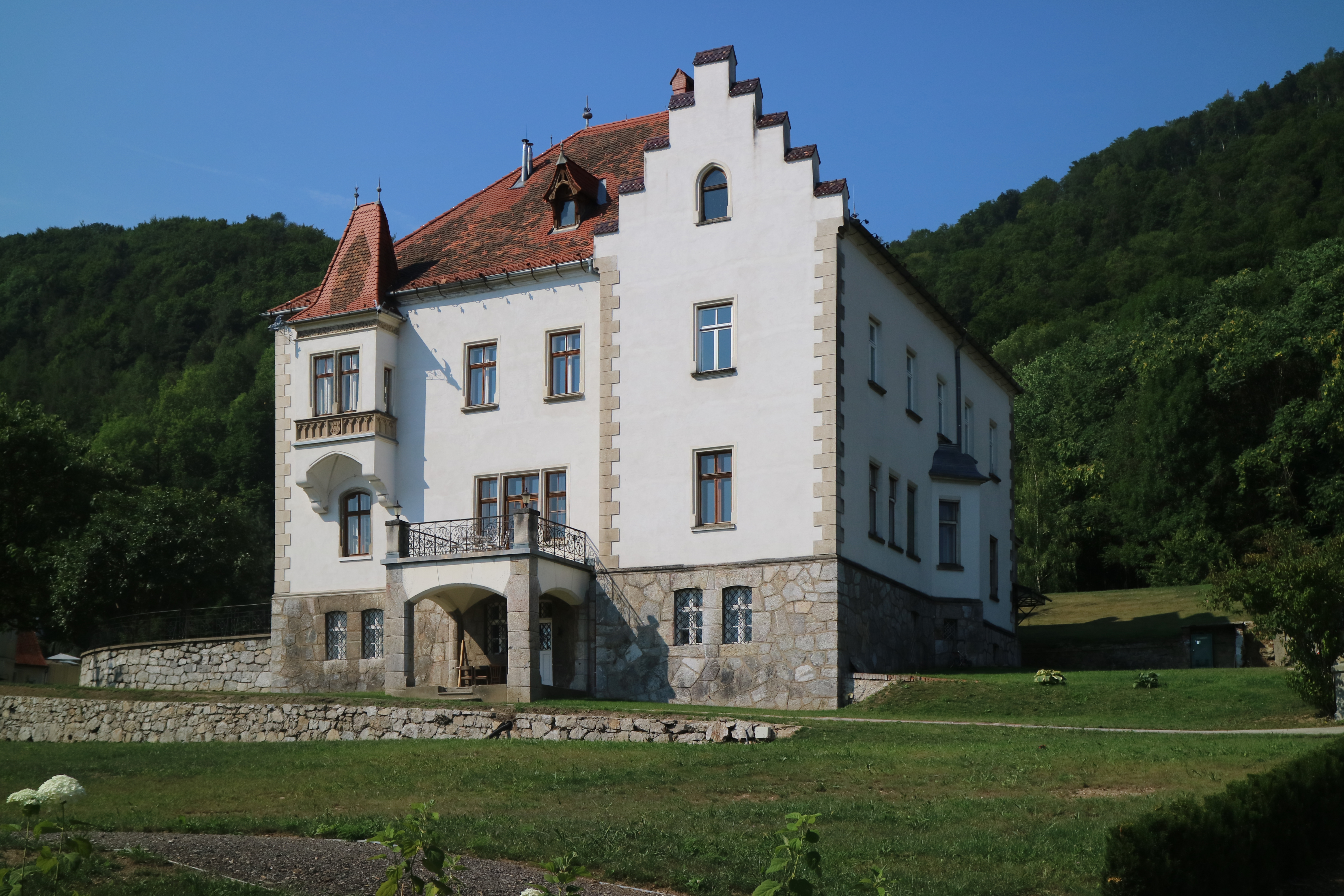
Plabutscher Schlössl (2019)

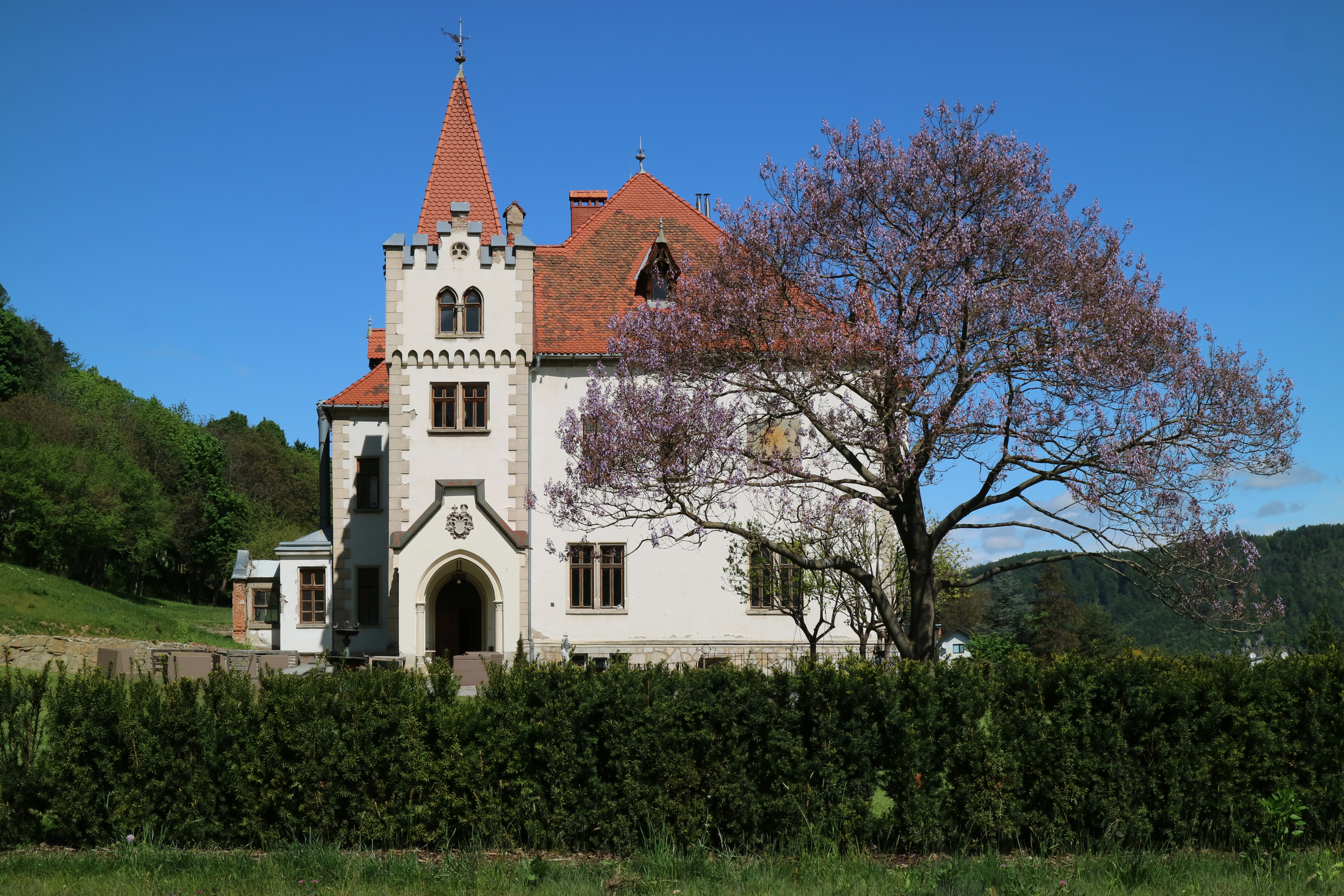
Plabutscher Schlössl (Südansicht)

Das Plabutscher Schlössl ist eine denkmalgeschützte Villa am Osthang des Plabutsch im Grazer Bezirk Gösting.

## Geschichte
Der späthistoristische Bau mit 750 m² Wohnfläche wurde vom Grazer Architekten und Baumeister Georg Hönel im Stil einer Cottage-Villa geplant und 1897 errichtet. Auftraggeber war ein Gutsbesitzer. Bereits 1910 erfolgte die Umwandlung des Gebäudes, das von einer 4,2 ha großen Parkanlage umgeben ist, in eine Heilanstalt und ein „Pädagogikum“ für Epileptiker und geistig beeinträchtigte Menschen. Das schlossähnliche Gebäude kam 1918 in den Besitz der Familie Nedoluha.
Im Zuge einer aufwendigen Renovierung wurde das Plabutscher Schlössl wieder in den Originalzustand zurückgesetzt und 2014 seine Außenfassade, der Torbogen und Brunnen unter Denkmalschutz gestellt. Ab 1987 diente es als Privatwohnsitz, wobei das Parterre oft für private Feiern und vor allem Hochzeiten vermietet wird. Seitdem ist die Villa auch als „Hochzeitsschlössl“ überregional bekannt. 2018 wurde das Plabutscher Schlössl an den österreichischen Tennisstar Thomas Muster verkauft, seit 2020 befindet es sich im Besitz des bayrischen Investors Hans Kilger.

## Einrichtung
Die Inneneinrichtung befindet sich beinahe im Originalzustand, darunter ist auch der „Rote Salon“.